# Надднипрянске
Надднипрянске (на украински: Наддніпрянське) е селище от градски тип в Южна Украйна, Херсонска област. Основано е през 1966 година. Населението му е около 1214 души.